# Hyobong Hangnul
Hyobong Hangnul (ur. 1888, zm. 14 maja 1966) – współczesny koreański mistrz sŏn.

## Życiorys
Studiował prawo na Uniwersytecie Waseda w Japonii. Po powrocie do Korei przez 6 lat był sędzią w Głównym Sądzie w Pjongjangu. Gdy miał 37 lat (lipiec 1925) musiał wydać wyrok śmierci na kryminalistę w procesie, w którym był sędzią. Był później tak głęboko poruszonyy nietrwałością ludzkiego życia, że tej samej nocy opuścił pracę, żonę i rodzinę.
Udał się w Góry Diamentowe i został mnichem u mistrza Sokdu.
Przez 7 lat medytował, rzekomo nigdy nie kładąc się spać. Nigdy też nikomu nie mówił o swoim życiu i pochodzeniu. Wszyscy przypuszczali, że rozpoczął praktykę w tak późnym wieku, gdyż pewnie zbankrutował. Jadł jeden posiłek dziennie i nigdy nie opuścił klasztoru. Jego mistrz sŏn nadał mu przydomek, gdy powiedział, że jego umysł jest jak „tłuczek do pszenicy”, gdyż zawsze siedział mocno i prosto, nie śpiąc.
Po osiągnięciu oświecenia stał się słynnym mistrzem sŏn i prowadził nauczanie w kilku klasztorach sŏn.
W 1958 został głównym kapłanem koreańskiego buddyzmu i funkcję tę sprawował do swojej śmierci.
Zmarł 14 maja 1966 r., siedząc w pozycji medytacyjnej. Chwilę przed śmiercią napisał wiersz:
Wszystkie nauki mojego życia
Były jak szósty palec u dłoni.
Gdy ktoś spyta mnie o to dzisiejsze wydarzenie,
Odpowiem: księżyc zostawia swoje odbicie na tysiącach rzeczy.
Odłożył pędzelek i zmarł.
Jego najwybitniejszym uczniem był Kusan Suryŏn